# Шенбрун
Шенбрун је палата у Бечу, један од најважнијих културних споменика у Аустрији, а од 1960-их такође једна од главних туристичких атракција у Бечу.

## Рана историја
Године 1569. свети римски император Максимилијан II купио је Катербург који се налазио на широком подручју између Мајдлинга и Хицинга, где се данас налазе Шенбрунски паркови и различите грађевине. Он је показао велики интерес за новоосновани зоо-врт Tiergarten Schönbrunn Zoo Vienna, и покушао је да установи не само систематско чување дивљих животиња, већ и ботаничку башту са ретким и егзотичним биљкама. С правом је назван креатором Шенбрунских паркова.
Ново име, Schönbrunn („лепи бунар“), има своје корене у бунару воде из кога се користила вода на краљевском двору у Бечу. У следећем столећу многи чланови краљевске породице Аустрије проводили су свој летњи одмор и одлазили у лов у Катербург. У време турских опсада Катербург је скоро уништен и чинило се да је немогуће обновити замак.

## Модерна палата
Император Леополд I дао је архитекти Јохану Бернхарду Фишеру задатак да пројектује нову палату. Његов први нацрт био је врло утопијски, покушавајући да повеже античке и савремене идеале. Његов други нацрт приказао је мању и много реалистичнију грађевину. Изградња је почела 1696. и после три године прве свечаности су одржане у новоизграђеном средњем делу палате.
Нажалост, многи делови прве палате нису преживели следеће столеће зато што је сваки нови владар додавао или мењао унутрашњост и спољашњост зграде. По наређењу царице Марије Терезије, архитект Николаус Пакаси преобликовао је Шенбрунску палату у стилу рококо ере. На крају тзв. терезијанске епохе Шенбрунска палата била је снажан центар аустријског царства и царске породице. 
У 19. веку једно име је тесно повезано с Шенбруном, био је то цар Франц Јозеф I. Он је у њој провео највећи део свог живота а и умро је 21. новембра, 1916. у својој спаваћој соби. За време његове владавине, Шенбрунска палата се сматрала за Gesamtkunstwerk (комплетно уметничко дело) и преуређена је у складу с својом историјом.
Комплекс палате укључује и неке лажне римске рушевине и воћњак наранџи, појам луксуза у европским палатама те врсте.

## Скорија историја
После пада монархије 1918. новооснована Аустријска Република постала је власник Шенбрунске палате и сачувала је дивне собе и одаје као музеј за посетиоце. У 20. веку палата је неколико пута коришћена за важне догађаје као што су историјски састанак између Џона Кенедија и Никите Хрушчова 1961. године.
УНЕСКО је уврстио Шенбрунску палату на листу Светске баштине 1996.
У пространим вртовима Шенбруна налази се и лавиринт. Улазница у врт омогућава улаз у лавиринт, као и приступ једном броју осталих загонетки на отвореном, укључујући математичке игре и серију фонтана.